# Grumman F9F Panther
Chiếc Grumman F9F Panther là kiểu máy bay chiến đấu phản lực đầu tiên của hãng Grumman và là chiếc thứ hai của Hải quân Hoa Kỳ. Panther là kiểu máy bay tiêm kích phản lực của Hải quân được sử dụng rộng rãi nhất trong Chiến tranh Triều Tiên. Nó đã thực hiện 78.000 phi vụ và ghi được chiến công không chiến đầu tiên của Hải quân Mỹ trong cuộc chiến tranh này khi bắn rơi một chiếc máy bay tiêm kích Yakovlev Yak-9 của Bắc Triều Tiên. Tổng số máy bay F9F được sản xuất là 1.382 chiếc, với nhiều phiên bản được xuất khẩu sang Argentina.

## Thiết kế và phát triển
Những nghiên cứu phát triển được tiến hành tại hãng Grumman được bắt đầu lúc gần kết thúc Thế Chiến II khi những động cơ phản lực đầu tiên xuất hiện. Chiếc nguyên mẫu Panther, do phi công thử nghiệm Corky Meyer điều khiển, thực hiện chuyến bay đầu tiên vào ngày 24 tháng 11 năm 1947. Động lực được cung cấp bởi một phiên bản của động cơ turbo phản lực Rolls-Royce Nene chế tạo theo giấy phép nhượng quyền bởi Pratt & Whitney dưới tên gọi J42. Vì không có đủ chỗ giữa cánh và thân để chứa đủ nhiên liệu cho kiểu động cơ phản lực khát nhiên liệu, các thùng nhiên liệu được thêm vào gắn cố định trên đầu chót cánh, lại tình cờ làm tăng tốc độ lộn vòng của chiếc máy bay. Kiểu máy bay được chấp thuận cho hoạt động trên tàu sân bay từ tháng 9 năm 1949. Trong giai đoạn phát triển, Grumman quyết định thay đổi động cơ cho chiếc Panther, chọn kiểu động cơ Pratt & Whitney J48-P-2, một phiên bản chế tạo theo giấy phép nhượng quyền của kiểu Rolls-Royce Tay. Một động cơ khác cũng được thử nghiệm là kiểu Allison J33-A-16, một kiểu phát triển bắt nguồn từ động cơ Rolls-Royce Derwent.
Từ năm 1946, một phiên bản cánh xuôi được xem xét đến, và sau khi có sự quan tâm về tính năng yếu kém của chiếc Panther so với các đối thủ MiG tại Triều Tiên, một phiên bản cải biến chiếc Panther (Thiết kế 93) đưa đến kết quả một biến thể cánh xuôi của chiếc Panther, chiếc Grumman F9F Cougar, vốn được giữ lại số hiệu thiết kế của chiếc Panther.

## Lịch sử hoạt động

### Hải quân Hoa Kỳ
F9F-2, F9F-3 và F9F-5 phục vụ khá nổi bật tại Chiến tranh Triều Tiên, bắn rơi hai máy bay Yakolev Yak-9 và năm máy bay Mikoyan-Gurevich MiG-15 trong khi bị thiệt hại một chiếc F9F. Ngày 3 tháng năm 1950, Trung úy Leonard H. Plog thuộc Phi đoàn Tiêm kích VF-51 lái chiếc F9F-3 đã ghi chiến công đầu tiên khi bắn rơi một máy bay Yak-9. Chiếc MiG-15 đầu tiên bị bắn rơi vào ngày 9 tháng 11 năm 1950 do Thiếu tá William (Bill) Amen thuộc Phi đoàn Tiêm kích VF-111 "Sundowners" lái một chiếc F9F-2B. Hai chiếc nữa bị bắn rơi ngày 18 tháng 11 năm 1950, còn hai chiếc nữa bị bắn rơi ngày 18 tháng 11 năm 1952. Panther là kiểu máy bay tiêm kích phản lực và tiêm kích-ném bom chủ yếu của Hải quân trong cuộc xung đột Triều Tiên.
Panther được rút khỏi phục vụ ngoài tiền tuyến vào năm 1956, nhưng được giữ lại trong vai trò huấn luyện và với các đơn vị trừ bị cho đến năm 1958, một số lượng nhỏ phục vụ cho đến những năm 1960.

### Hải quân Argentine
Khách hàng nước ngoài duy nhất từng mua chiếc Panther là Hải quân Argentine, đã mua lại 24 chiếc máy bay cũ của Hải quân Mỹ vào năm. Những máy phóng trên chiếc tàu sân bay duy nhất của Argentine lúc đó, chiếc ARA Independencia (V-1), được xem là không đủ mạnh để phóng được F9F, nên những chiếc máy bay được đặt căn cứ trên đất liền.
Những chiếc Panther của Argentine tham gia vào đợt tổng động viên trong sự kiện xung đột biên giới giữa Argentina với Chile năm 1965 nhưng đã không có xung đột quân sự. Chúng được đưa ra khỏi phục vụ vào năm 1969 do thiếu linh kiện phụ tùng và được thay thế bằng chiếc A-4Q Skyhawk.

## Các phiên bản

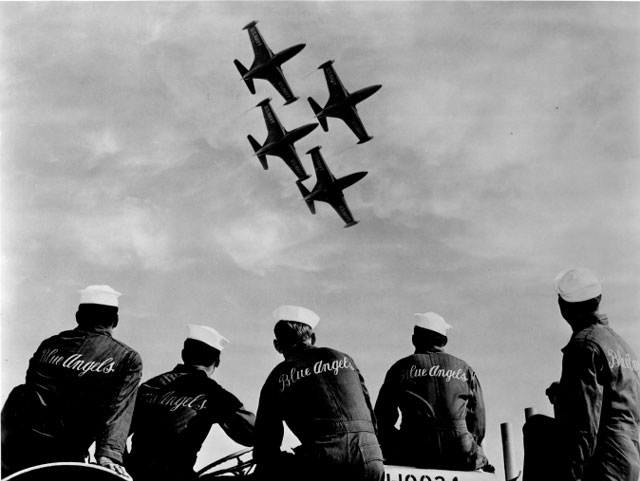
Đội Blue Angels, dưới sự chỉ huy của Thiếu tá Roy M. "Butch" Voris vào năm 1952, lái những chiếc phản lực F9F-5 Panther trong đội hình "kim cương".

XF9F-2
Hai chiếc nguyên mẫu đầu tiên
XF9F-3
Chiếc nguyên mẫu thứ ba
F9F-2
Phiên bản sản xuất đầu tiên, trang bị động cơ J42.
F9F-2B
Phiên bản có các đế dưới cánh dành cho bom và rocket. Tất cả những chiếc F9F-2 sau này được cải tiến như vậy, và ký hiệu B được loại bỏ.
F9F-2P
Phiên bản trinh sát hình ảnh không vũ trang sử dụng tại Triều Tiên.
F9F-3
Phiên bản trang bị động cơ Allison J33, được sản xuất để phòng hờ việc thất bại của kiểu động cơ J42, có 54 chiếc được chế tạo. Tất cả được chuyển sang động cơ J42 sau đó.
XF9F-4
Chiếc nguyên mẫu dùng trong việc phát triển phiên bản F9F-4.
F9F-4
Phiên bản có thân dài hơn, trữ lượng nhiên liệu nhiều hơn và trang bị động cơ J33. Đa số được tái trang bị động cơ J42. F9F-4 là máy bay đầu tiên áp dụng thành công hơi thổi, trích xuất giữa máy nén động cơ và buồng đốt để vận hành các khe nắp, giúp giảm được tốc độ chòng chành ở lực đẩy 9kt để cất cánh và 7kt khi hạ cánh.
F9F-5
Phiên bản F9F-4, nhưng trang bị động cơ Pratt & Whitney J48, có 616 chiếc được chế tạo.
F9F-5P
Phiên bản trinh sát hình ảnh không vũ trang với mũi dài hơn, có 36 chiếc được chế tạo.
F9F-5K
Sau khi F9F Panther được rút ra khỏi hoạt động thường trực, một số chiếc F9F-5 được chuyển đổi sang làm máy bay mục tiêu giả không người lái.
F9F-5KD
Dùng làm máy bay hướng dẫn cho các mục tiêu giả F9F-5K. Được đặt tên lại là DF-9E vào năm 1962.

## Các nước sử dụng
Argentina
- Hải quân Argentine

 Hoa Kỳ
- Hải quân Hoa Kỳ
- Thủy quân Lục chiến Hoa Kỳ

## Đặc điểm kỹ thuật (F9F-2 Panther)

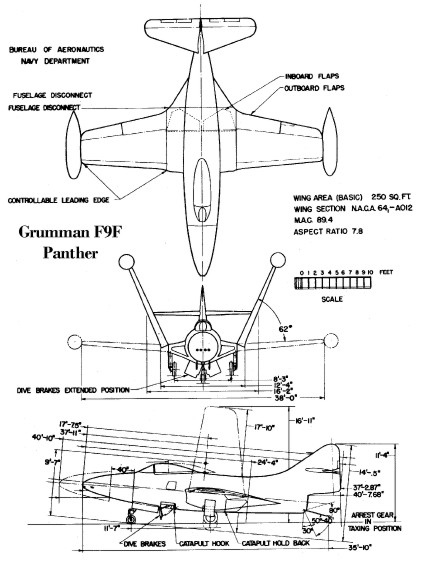
Grumman F9F Panther

### Đặc tính chung
- Đội bay: 01 người
- Chiều dài: 11,3 m (37 ft 5 in)
- Sải cánh: 11,6 m (38 ft 0 in)
- Chiều cao: 3,8 m (11 ft 4 in)
- Diện tích bề mặt cánh: 23 m² (250 ft²)
- Lực nâng của cánh: 350 kg/m² (71 lb/ft²)
- Trọng lượng không tải: 4.220 kg (9.303 lb)
- Trọng lượng có tải: 6.456 kg (14.235 lb)
- Trọng lượng cất cánh tối đa: 7.462 kg (16.450 lb)
- Động cơ: 1 x động cơ Pratt & Whitney J42-P-6/P-8 turbo phản lực, lực đẩy 5.950 lbf (26,5 kN)

### Đặc tính bay
- Tốc độ lớn nhất: 925 km/h (500 knot, 575 mph)
- Tầm bay tối đa: 2.177 km (1.175 nm, 1.353 mi)
- Trần bay: 13.600 m (44.600 ft)
- Tốc độ lên cao: 26,1 m/s (5.140 ft/min)
- Tỉ lệ lực đẩy/khối lượng: 0,42

### Vũ khí
- 4 x pháo Browning M2 20 mm (0,787 in), 190 viên đạn mỗi khẩu
- 910 kg (2.000 lb) bom gắn trên đế dưới cánh
- 6 × rocket 127 mm (5 in) gắn trên đế dưới cánh

## Nội dung liên quan

### Máy bay liên quan
- F-9 Cougar

### Máy bay tương tự
- F2H Banshee
- Hawker Sea Hawk

### Trình tự thiết kế
- Trình tự Hải quân (trước năm 1962):
  - F6F - F7F - F8F - F9F Panther/F-9 Cougar - XF10F - F11F - XF12F
- Trình tự thống nhất các binh chủng (sau năm 1962):
  - F-6 - F-7 - F-8 - F-9 Cougar - F-10 - F-11 - YF-12

### Danh sách liên quan
- Danh sách máy bay chiến đấu
- Danh sách máy bay quân sự Hoa Kỳ